# Mario Banic
Mario Enrique Banić Illanes (Ovalle, Región de Coquimbo, 9 de marzo de 1950) es un escritor y periodista chileno de origen croata. En 1989 fue el primer director del diario El Ovallino y posteriormente se desempeñó como corresponsal de El Día en Ovalle. Fue galardonado en 1997 con el Premio Municipal de Santiago en la categoría cuento, gracias a su obra «Cuentos del Limarí». Es fundador y director del periódico en línea Ovalle Hoy.

## Obras
Cronología de publicaciones
| Año  | Título                  |
|      | «El Visitante»          |
| 1993 | «Ovalle, nueve cuentos» |
| 1996 | «Cuentos del Limarí»    |
| 1998 | «Luna Negra»            |